# 小基尼日
小基尼日（匈牙利語：Kiskinizs）是匈牙利包尔绍德-奥包乌伊-曾普伦州所辖的一个村，与大基尼日相邻。总面积7.18平方公里，总人口338，人口密度47.1人/平方公里（2011年1月1日）。